# Коробан, Николай Тимофеевич
Николай Тимофеевич Коробан (30 сентября 1915 — 2 августа 1980) — кандидат технических наук, профессор Московского энергетического института. Заведующий кафедрой электрооборудования самолётов и автомобилей (1964—1979). Награждён Почетным знаком «За отличные успехи в работе в области высшего образования СССР», орденами Трудового Красного Знамени и Красной Звезды.

## Биография
Николай Тимофеевич Коробан родился 30 сентября 1915 года в городе Клин Московской области. Его отец, Тимофей Максимович Коробан, до 1914 года работал железнодорожным рабочим на станции Клин. Его мать, Елена Михайловна Хромова, была домохозяйкой. В семье, помимо Николая Коробана, росло ещё четверо детей — три дочери и сын.
В возрасте семи лет, Николай Коробан пошёл учиться в школу и окончил обучение в 1931 году. В 1931—1932 годах он работал старшим рабочим в Средневолжском отделении «Сельхозторф», после этого на фабрике искусственного шёлка в Клину.
В 1933 году Николай Коробан стал студентом электромеханического факультета Московского энергетического института. Во время учёбы, он прошёл военную подготовку и в 1939 году, когда выпустился из института с красным дипломом специалиста по электроаппаратостроению, был уже младшим лейтенантом-связистом.
После окончания института Николай Коробан стал работать в городе Жуковский. В 1941 году он перешёл в Летно-испытательный институт, начинал работу в качестве руководителя группы по электрооборудованию самолётов.
В 1940-х годах вел исследования по отработке и внедрению в серию системы ультрафиолетового облучения на самолётах.
В 1943 году стал членом ВКП(б).
В 1946 году получил медаль «За доблестный труд во время Великой Отечественной войны 1941—1945 гг.».
Николай Коробан впервые предложил метод учёта изменения сопротивления. Этот метод имел важное значение при решении уравнений движения электропривода. Исследования ученого привели к написанию кандидатской диссертации. Экзамены кандидатского минимума по спецпредметам он сдал на «Отлично», в составе комиссии, которая принимала экзамены, были профессора МЭИ А. Н. Ларионов, Б. П. Апаров, Ю. С. Чечет. В 1945 году Николай Коробан защитил кандидатскую диссертацию на тему «Основы выбора электродвигателей для самолетных механизмов». Его официальными оппонентами были А. Н. Ларионов и В. С. Кулебакин.
В 1947 году Николай Коробан получил ученое звание старшего научного сотрудника по специальности «Эксплуатация летательных аппаратов, авиадвигателей и электрооборудования».
В 1948 году Николай Коробан получил орден Трудового Красного Знамени и был награждён медалью «В память 800-летия Москвы». В 1950 году был награждён двумя боевыми орденами Красной Звезды и ещё одним орденом Трудового Красного Знамени. Позже получил награду «За доблестный труд. В ознаменование 100-летия со дня рождения В. И. Ленина».
В 1957 и 1959 годах в составе делегации советских авиационных специалистов ездил во Францию для участия в международном авиасалоне в Ля-Бурже.
Работал по совместительству на кафедре авиационного и автотракторного электрооборудования (ААТЭ). В 1947 году Учёный совет МЭИ 46 голосами «за» и 10 голосами «против», утвердил его в должности доцента кафедры ААТЭ. Николай Коробан стал одним из создателей лекционного курса специальности «Основы электрооборудования самолетов и автомобилей».
С 1958 по 1964 год был начальником филиала Летно-испытательного института. .
В 1963 году стал руководителем кафедры ААТЭ. В 1966 году ему присвоили звание профессора.
Жена — Ливия Станиславовна Пытлярус. Дочери — Ольга и Марина.
Умер 2 августа 1980 года.